# 倫珀馬德峰

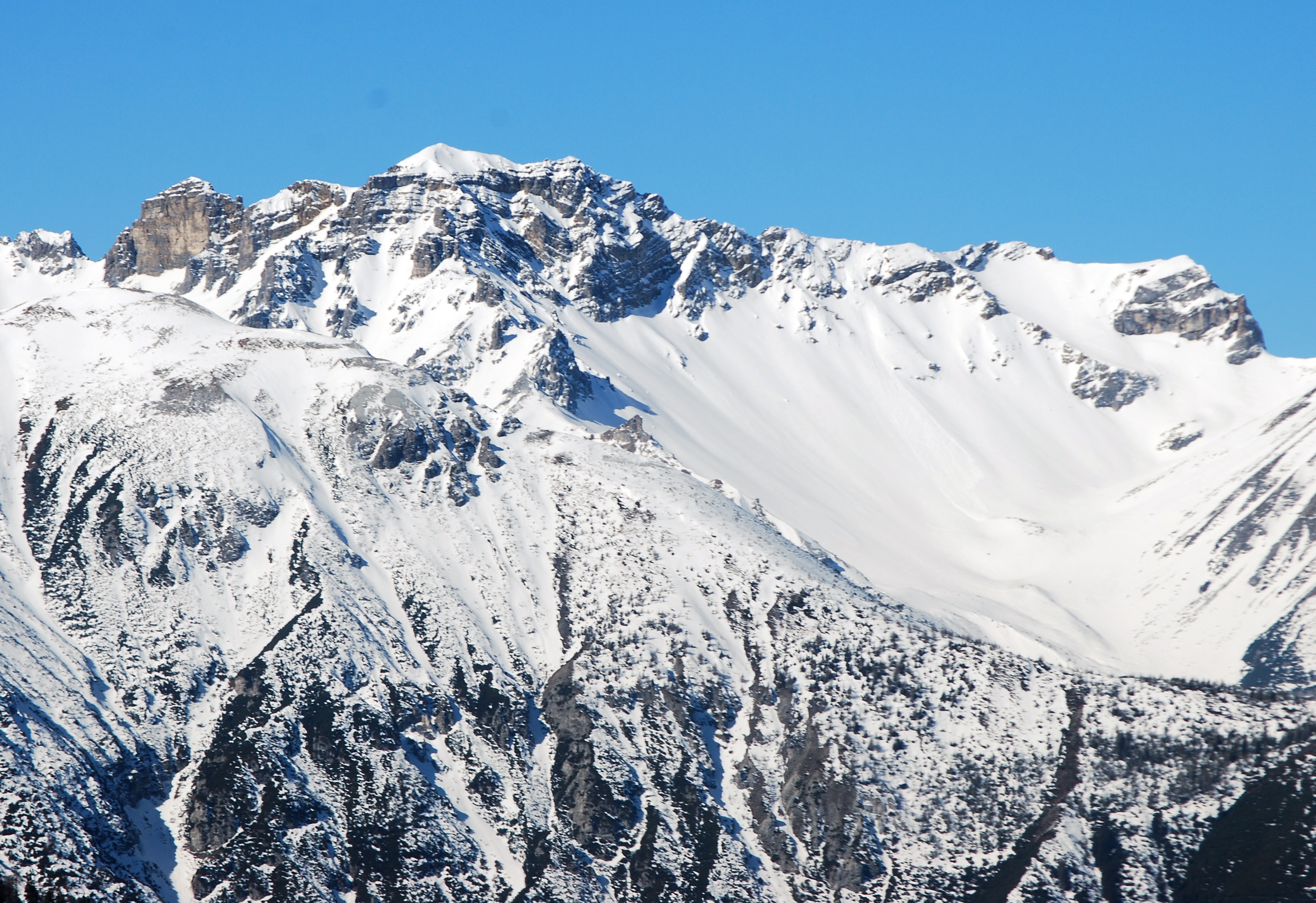

47°06′41″N 11°22′38″E / 47.111417°N 11.377110°E
倫珀馬德峰（德語：Lämpermahdspitze），是奧地利的山峰，位於該國西部，由蒂羅爾州負責管轄，屬於斯圖拜阿爾卑斯山脈的一部分，距離凱瑟爾峰0.8公里，海拔高度2,595米。